# Зых (озеро)
Зых (азерб. Zığ gölü) — солёное озеро на Апшеронском полуострове, в Азербайджане.

## География
Озеро расположено в южной части Апшеронского полуострова, у одноимённого посёлка.

## Название
Слово «зых» на азербайджанском языке означает «подтопленное место», «болото», «место с грязью». Такое название связано с тем, что в этой местности находились заросшие камышом болота.

## История
Согласно «Географическо-статистическому словарю Российской империи», на Зыхском озере добывалась соль, которая использовалась для соления рыбы. Рядом с озером имелся соляной магазин, а в 3-х верстах находилась пристань для отгрузки соли.
После начала Великой Отечественной войны и проведения мобилизации, многие нефтяники из Баку отправились на фронт, что привело к проблемам с транспортировкой нефти из бакинских месторождений. Скопившееся за этот период избыточное количество добытой нефти заполнялось в открытые нефтяные амбары, Зыхское озеро и прилегающие низменности.

## Экология
На протяжении многих лет в озеро сливаются сточные воды и нефтяные отходы. По мнению экологов, эти выбросы наносят большой ущерб окружающей среде и здоровью людей, и продолжающееся загрязнение озера может привести к масштабным экологическим проблемам.